# Przełęcz Rudawska
Przełęcz Rudawska – przełęcz na wysokości 740 m n.p.m., w południowo-zachodniej Polsce, w Sudetach Zachodnich, w Rudawach Janowickich.
Przełęcz położona jest w południowo-środkowej części Rudaw Janowickich, na północny wschód od Skalnika około 3,7 km na północ od centrum Czarnowa, w Rudawskim Parku Krajobrazowym.
Przełęcz górska wyraźnie dzieli pasmo na dwie części: południową z najwyższym szczytem Rudaw Janowickich Skalnikiem i północną ze szczytami: Bielec, Wołek, Dzicza Góra. Stanowi wyraźne, rozległe, głębokie siodło wcinające się między najwyższy szczyt Rudaw Janowickich Skalnik, po południowo-zachodnie stronie, a masyw Dziczej Góry po północno-wschodniej stronie. Przełęcz o stromym południowo-zachodnim skrzydle i północno-zachodnim podejściu. Południowo-wschodnie podejście oraz północno-wschodnie skrzydło są łagodniejsze. Podłoże przełęczy zbudowane jest z górnokarbońskiego granitu karkonoskiego, w którym spotyka się żyły aplitowe i kwarcowe. Obszar w okolicy przełęczy porastają dolnoreglowe lasy świerkowe. Na podejściach przełęczy położone są źródła potoków górskich – Żywicy po południowo-wschodniej stronie  źródło  Karpnickiego Potoku po północno-zachodniej stronie. Istniejące źródliska powodują podmokłość terenu. W pobliżu przełęczy po wschodniej stronie znajduje się kamieniołom dolomitu.
W sąsiedztwie przełęczy, po wschodniej stronie położone są Rędziny.

## Turystyka
Przez przełęcz prowadzą szlaki turystyczne:
- fragment szlaku prowadzący z Radomierza do Pisarzowic przez Góry Sokole, Starościnskie Skały
- Strużnica – Przełęcz Rudawska – Czarnów